# Euryzonella erythrolepia
Euryzonella erythrolepia är en fjärilsart som beskrevs av George Francis Hampson 1916. Euryzonella erythrolepia ingår i släktet Euryzonella och familjen mott. Inga underarter finns listade i Catalogue of Life.